# Východní Jáva
Východní Jáva (indonésky Jawa Timur) je jedna z provincií Indonésie. Rozkládá se na východní části ostrova Jáva a několika menších ostrovech. Na ploše 47 922 km² zde žije přes 37 milionů lidí, z toho asi 3,5 milionu na ostrově Madura severně od Jávy. Vedle většinových Javánců je zde asi šestimilionová menšina Madurců, kteří jsou třetím nejpočetnějším etnikem Indonésie.

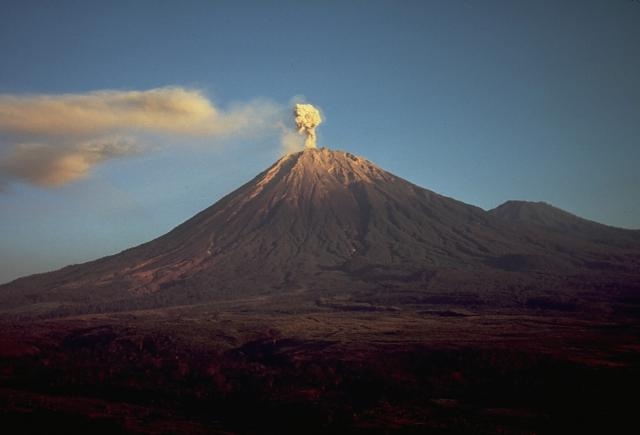
Sopka Semeru (3676 m) poblíž Malangu je nejvyšším vrcholem Jávy.

Hlavním a největším městem je Surabaya, přístav při průlivu oddělujícím Maduru od Jávy. Surabaya je s třemi miliony obyvatel po Jakartě druhým největším městem Indonésie. Jižně od Surabayi leží milionový Malang.
Ze spíše rovinatého terénu na řadě míst vystupují sopečné kužely a rozlohou nevelká pohoří.
Provincie Východní Jáva sousedí na západě se Střední Jávou, na východě pak s provincií Bali, zahrnující stejnojmenný ostrov.